# Emilio Calderón
Emilio Calderón (ur. 1960 r. w Maladze) – pisarz i historyk hiszpański z zamiłowania aktor, fotograf, eseista i pasjonat kina. Na jego dotychczasowy dorobek składają się eseje historyczne, książki dla dzieci i młodzieży oraz powieści. Najsłynniejszą jego książką była Mapa stworzyciela, która od razu odniosła międzynarodowy sukces. W 2008 roku Calderón został laureatem nagrody literackiej imienia Fernando Lary za najnowszą powieść El juido de Shanghai.